# Rachmaninov (film)
Pour les articles homonymes, voir Rachmaninov.
Pour plus de détails, voir Fiche technique et Distribution.
Rachmaninov (Ветка сирени, Vetka sireni) est un film russe réalisé par Pavel Lounguine, sorti en 2007.

## Synopsis
La vie du compositeur, pianiste et chef d'orchestre russe Sergueï Rachmaninov.

## Fiche technique
- Titre original : Ветка сирени, Vetka sireni
- Titre français : Rachmaninov ou Les Lilas blancs[1]
- Réalisation : Pavel Lounguine
- Pays d'origine : Russie
- Format : Couleurs - 35 mm
- Genre : drame
- Durée : 97 minutes
- Date de sortie : 2007

## Distribution
- Ievgueni Tsyganov : Sergueï Rachmaninov
- Liya Akhedzhakova : Anna Sergeevna
- Oleg Andreyev : Shalyapin
- Igor Chernevich : le docteur Dahl
- Evdokia Guermanova : tante Satina
- Viktoria Issakova : Anna
- Aleksey Kortnev : Steinway
- Aleksey Petrenko : Nicolas Zverev
- Miriam Sekhon : Marianna
- Victoria Tolstoganova : Natalia